# Per sempre Alfredo
La Per sempre Alfredo è una corsa in linea maschile di ciclismo su strada che si tiene annualmente in Toscana, nella provincia di Firenze in Italia. Nata nel 2021, anno del centenario della nascita di Alfredo Martini, indimenticato commissario tecnico della nazionale di ciclismo su strada dell'Italia. Fa parte del circuito UCI Europe Tour, classe 1.1.

## Albo d'oro
Aggiornato all'edizione 2024.
| Anno | Vincitore        | Secondo      | Terzo             |
| ---- | ---------------- | ------------ | ----------------- |
| 2021 | Matteo Moschetti | Mikel Aristi | Samuele Zambelli  |
| 2022 | Marc Hirschi     | Dion Smith   | Rémy Mertz        |
| 2023 | Felix Engelhardt | Mark Stewart | Anders Foldager   |
| 2024 | Alberto Bettiol  | Lorenzo Rota | Edoardo Zambanini |